# Algemeene Bond van Onderofficieren der Koninklijke Nederlandsche Marine
De Algemeene Bond van Onderofficieren der Koninklijke Nederlandsche Marine behartigde de belangen van de onderofficieren, dienende bij de Koninklijke Nederlandsche Marine. De bond werd op 16 juni 1901 opgericht in Den Helder.

## Ontstaan
Met de oprichting van het Marinefonds was in 1889 een begin gemaakt met het bieden van hulp aan arme oud-schepelingen en weduwen en wezen van onderofficieren en manschappen. Voor de belangen van onderofficier met de rang van sergeant en hoger werd in 1897 de vereniging 'Eendracht Maakt Macht' opgericht. Deze vereniging kreeg na korte tijd de naam Algemeene Bond voor Nederlandsche Marine-Matrozen (ABNM). In 1908 werd die naam veranderd in Bond voor Minder Marine Personeel (BMMP). 

## Versplintering
In 1901`hadden de korporaals en onderofficieren van hogere rang zich verenigd tot 'Algemeenen Bond van Onderofficieren der Koninklijke Marine en het Korps Mariniers' (ABOO). Door onderlinge twisten, afsplitsingen en opheffingen ontstonden vele kleine bonden, met elk een eigen orgaan of blad. Het orgaan van de ABOO heette in de loop der jaren achtereenvolgens 'Correspondentieblad', 'Ons Belang' en 'Het Midden'. Doordat veel leden van 'Eendracht maakt macht' overgingen naar de ABOO werd de vereniging in 1909 ontbonden. In 1911 richtte een groep ontevreden korporaals wederom een eigen bond op, de Bond van Korporaals der Koninklijke Marine (BVK).
Uiteindelijk zouden er drie grote bonden overblijven, BMMP, BVK en ABOO. Zij besloten in 1917 gezamenlijk op te trekken tegen de achterstelling van militairen bij de overige ambtenaren en tegen de soldijwet uit 1913. In 1919 werd de naam ABOO gewijzigd in Bond van Marine-Onderofficieren (BMOO). 
In 1920 leidde de samenwerking tot een federatie van de drie bonden: het Comité tot behartiging van de Algemeene belangen van het Marinepersoneel Beneden den rang van Officier (CAMBO) met als gemeenschappelijk orgaan Het Algemeen Marine Weekblad.

## Samenwerking
Vanaf 1923 overlegden de CAMBOO-bonden met de minister en zijn ambtenaren in het Georganiseerd Overleg (GO) Zeemacht. Hierin werden zaken besproken die van belang waren voor de rechtstoestand van de marineman. Al in 1924 kwamen de eerste verschillen tussen de bonden aan het licht. De minder soacialistisch georiënteerde BMOO was in 1925 nog de enige CAMBO-bond in het GO. Na de muiterij op Hr.Ms. De Zeven Provinciën in februari 1933 werd het CAMBO verboden. De bonden voor manschappen en korporaals verdwenen en de BMMP en de BvK fuseerden  1 tot Bond van Marineschepelingen (BMS). Enkel de BMOO bleef bestaan, al was het onder toezicht van de overheid.
Na de Tweede Wereldoorlog richtten onderofficieren de Vereniging van Beroepspersoneel Zeemacht op (VBZ) voor iedereen beneden de rang van officier.